# گوزدک
گوزدک (به ترکی آذربایجانی: Güzdək) یک روستا در جمهوری آذربایجان است که در شهرستان آب‌شوران واقع شده‌است. گوزدک ۲٬۱۴۵ نفر جمعیت دارد.